# Gornja Brštanica
Gornja Brštanica (en serbe cyrillique : Горња Брштаница) est un village de Bosnie-Herzégovine. Il est situé dans la municipalité de Višegrad et dans la république serbe de Bosnie. Selon les premiers résultats du recensement bosnien de 2013, il compte 32 habitants.

## Géographie
Gornja Brštanica est située au nord-ouest de Višegrad, sur la rive gauche de la Drina.

## Démographie

### Répartition de la population (1991)
En 1991, le village comptait 49 habitants, répartis de la manière suivante :